# Coeficient de rezistență la înaintare

Coeficientul de rezistență la înaintare în fluide la un număr Reynolds de aproximativ 10^{4} Formele au aceeași arie frontală

În dinamica fluidelor coeficientul de rezistență la înaintare, Cx, este o mărime adimensională, utilizată pentru a cuantifica rezistența la înaintare a unui obiect într-un mediu fluid, cum ar fi aerul sau apa. Este utilizat în ecuația rezistenței la înaintare, în care un coeficient de rezistență la înaintare mai mic indică faptul că obiectul va întâmpina o rezistență aerodinamică sau hidrodinamică mai mică. Coeficientul de rezistență la înaintare este întotdeauna asociat cu o anumită arie.
Coeficientul de rezistență al oricărui obiect cuprinde efectele celor doi factori principali care contribuie la rezistența la înaintare: frecare superficială și forma obiectului. De asemenea, coeficientul de rezistență al unui profil aerodinamic sau hidroglisor portant include, de asemenea, efectele rezistenței induse⁠(d). Coeficientul de rezistență la înaintare al unei structuri complete, cum ar fi o aeronavă, include și efectele rezistenței la înaintare datorită interferențelor.

## Definiție

Coeficienți de rezistență la înaintare în ordine crescătoare, pentru forme bidimensionale între pereți (coloana din dreapta) și forme tridimensionale (coloana din stânga), reprezentați pentru aceeași arie frontală, la numere Reynolds între 10^{4} și 10^{6} într-o curgere dinspre stânga.

Coeficientul de rezistență la înaintare {\displaystyle C_{x}} este definit ca
{\displaystyle C_{x}={\dfrac {2F_{x}}{\rho u^{2}A}}}
unde:
{\displaystyle F_{x}} este forța de rezistență la înaintare, care este, prin definiție, componenta rezultantei asupra corpului în direcția vitezei de curgere;
{\displaystyle \rho } este densitatea fluidului; (Pentru atmosfera Pământului densitatea aerului poate fi calculată. Aceasta este de 1,293 kg/m3 la 0 °C și 1 atm.)
{\displaystyle u} este viteza relativă a obiectului față de fluid;
{\displaystyle A} este aria secțiunii de referință.
Aria de referință depinde de tipul coeficientului de rezistență aerodinamică măsurat. Pentru automobile și multe alte obiecte, aria de referință este aria frontală proiectată a vehiculului. Aceasta poate să nu fie neapărat aria secțiunii transversale a vehiculului, în funcție de locul în care este trasată secțiunea transversală. De exemplu, pentru o sferă {\displaystyle A=\pi r^{2}} (aceasta nu este aria suprafeței sferei = {\displaystyle 4\pi r^{2}}).
La profilele aerodinamice aria de referință este aria nominală a aripii. Deoarece aceasta tinde să fie mare în comparație cu aria frontală, coeficienții de rezistență la înaintare rezultanți tind să fie mici, mult mai mici decât pentru o mașină cu aceeași rezistență la înaintare, arie frontală și viteză.
Dirijabilele și unele corpuri de revoluție folosesc coeficientul de rezistență volumic, la care aria de referință este pătratul rădăcinii cubice a volumului dirijabilului (volumul la puterea 2/3). Corpurile aerodinamice scufundate utilizează aria suprafeței udate.
Două obiecte având aceeași suprafață de referință și care se mișcă cu aceeași viteză printr-un fluid vor întâmpina forțe de rezistență proporționale cu coeficienții lor de rezistență. Coeficienții pentru obiectele neaerodinamice pot fi 1 sau mai mari, pentru obiectele aerodinamice pot fi mult mai mici.
De notat că, deși cele de mai sus sunt definiția convențională pentru coeficientul de rezistență la înaintare, există și alte definiții pe care pot fi întâlnite în literatura de specialitate. Motivul este că definiția convențională are cel mai mult sens în curgerile în regimuri newtoniene, adică la numere Reynolds mari, unde are sens să se scaleze rezistența la înaintare la impulsul în zona frontală a obiectului. Există însă și alte regimuri de curgere. În special la un număr Reynolds foarte mic, este mai natural să se scrie forța de rezistență la înaintare ca fiind proporțională cu un coeficient de rezistență la înaintare înmulțit cu viteza obiectului (în loc de cu pătratul vitezei obiectului). Un exemplu al unui astfel de regim este studiul mișcării particulelor de aerosoli, cum ar fi particulele de fum. Acest lucru duce, desigur, la o definiție formală diferită a „coeficientului de rezistență la înaintare”.

## Ecuația Cauchy a impulsului
În forma adimensională a ecuației Cauchy a impulsului⁠(d), coeficientul de rezistență la înaintare superficială sau „coeficientul de frecare superficială” se referă la aria transversală (aria normală la forța de rezistență), deci coeficientul este definit local ca:
{\displaystyle c_{\mathrm {d} }={\dfrac {\tau }{q}}={\dfrac {2\tau }{\rho u^{2}}}}
unde:
{\displaystyle \tau } este tensiunea tangențială locală, care este prin definiție componenta de tensiune în direcția vitezei de curgere locale;
{\displaystyle q} este presiunea dinamică locală a fluidului;
{\displaystyle \rho } este densitatea locală a fluidului;
{\displaystyle u} este viteza locală a fluidului.

## Descriere
Ecuația rezistenței la înaintare
{\displaystyle F_{x}=C_{x}A\rho {\frac {u^{2}}{2}}}

Curgere în jurul unei plăci, cu stagnare. Forța în imaginea de sus este egală cu
iar în imaginea de jos

este, în esență, o afirmație conform căreia forța de rezistență la înaintare a oricărui obiect este proporțională cu densitatea fluidului și proporțională cu pătratul vitezei relative dintre obiect și fluid. Factorul de 1/2 provine din presiunea dinamică a fluidului, care este egală cu densitatea energiei cinetice.
Valoarea lui {\displaystyle C_{x}} nu este o constantă, ci variază în funcție de viteza curgerii, direcția curgerii, poziția obiectului, dimensiunea obiectului, densitatea fluidului și viscozitatea fluidului. Viteza, viscozitatea cinematică și o lungime caracteristică a obiectului sunt încorporate într-o mărime adimensională numită număr Reynolds {\displaystyle \mathrm {Re} }. {\displaystyle C_{x}} este așadar o funcție de {\displaystyle \mathrm {Re} }. Într-o curgere compresibilă, viteza sunetului este relevantă, iar {\displaystyle C_{x}} este în funcție de numărul Mach {\displaystyle \mathrm {Ma} }.
Pentru anumite forme ale corpurilor, coeficientul de rezistență la înaintare {\displaystyle C_{x}} depinde doar de numărul Reynolds {\displaystyle \mathrm {Re} ,} numărul Mach {\displaystyle \mathrm {Ma} } și direcția curgerii. Pentru un număr Mach {\displaystyle \mathrm {Ma} } mic, coeficientul de rezistență la înaintare este independent de numărul Mach. De asemenea, variația numărului Reynolds {\displaystyle \mathrm {Re} } într-un interval practic de interes este de obicei mică, în timp ce pentru mașinile la viteza de pe autostradă și aeronavele la viteza de croazieră, direcția de intrare a fluidului este, de asemenea, mai mult sau mai puțin aceeași. Prin urmare, coeficientul de rezistență la înaintare {\displaystyle C_{x}} poate fi adesea tratat ca o constantă.
Pentru ca un corp aerodinamic să aibă un coeficient de rezistență aerodinamică scăzut, stratul limită din jurul corpului trebuie să rămână atașat de suprafața corpului cât mai mult timp posibil, ceea ce face ca siajul să fie îngust. O „rezistență aerodinamică de formă” mare are ca rezultat un siaj mare. Stratul limită va trece de la laminar la turbulent dacă numărul Reynolds al curgerii din jurul corpului este suficient de mare. Vitezele mai mari, obiectele mai mari și viscozitățile mai mici contribuie la numere Reynolds mai mari.

Coeficientul de rezistență la înaintare C_{x} obținut prin experimente de laborator pentru o sferă, în funcție de numărul Reynolds, Re. Linia întunecată este pentru o sferă cu o suprafață netedă, în timp ce linia mai deschisă la culoare este pentru cazul unei suprafețe rugoase. Numerele de-a lungul liniei indică mai multe regimuri de curgere și modificările asociate ale coeficientului de rezistență la înaintare:
- 2: curgere staționară atașată corpului (curgere Stokes);
- 3: curgere nestaționară înainte de desprinderea stratului limită laminar, și care produce în aval un șir de vârtejuri Karman;
- 4: curgere nestaționară înainte de desprinderea stratului limită laminar, care produce în aval un șir de vârtejuri Karman încă înainte de desprindere și o curgere turbulentă în siaj;
- 5: desprindere a stratului limită turbulent.

Pentru alte obiecte, cum ar fi particulele mici, nu se mai poate considera că coeficientul de rezistență {\displaystyle C_{x}} este constant, ci cu siguranță este în funcție de numărul Reynolds.
La numere Reynolds mici, curgerea în jurul obiectului nu devine turbulentă, ci rămâne laminară, chiar și până la punctul în care se separă de suprafața obiectului. La numere Reynolds foarte mici, fără separarea curgerii, forța de rezistență {\displaystyle F_{x}} este proporțională cu u în loc de u^2. Pentru o sferă, aceasta este cunoscută sub numele de legea lui Stokes. Numărul Reynolds va fi mic pentru obiecte mici, viteze mici și fluide cu viscozitate mare.
Un {\displaystyle C_{x}} egal cu 1 s-ar obține în cazul în care tot fluidul care se apropie de obiect este oprit, determinând o presiune de stagnare pe întreaga suprafață frontală. Figura de sus prezintă o placă plană la care fluidul (care vine din dreapta) se oprește la placă. Graficul din stânga acesteia arată o presiune egală pe toată suprafața. Într-o placă plană reală, fluidul trebuie să ocolească marginile plăcii, iar presiunea completă de stagnare se găsește doar în centru, scăzând spre margini, ca în figura și graficul de jos. Considerând doar partea frontală, {\displaystyle C_{x}} a unei plăci plane reale ar fi mai mic de 1; cu excepția faptului că va exista o aspirație pe partea din spate: o presiune negativă (față de presiunea ambiantă). {\displaystyle C_{x}} global al unei plăci plane pătrate reale perpendiculare pe flux este adesea dat ca fiind 1,17. Modelele de curgere, prin urmare {\displaystyle C_{x}} pentru unele forme se pot schimba în funcție de numărul Reynolds și de rugozitatea suprafețelor.

## Exemple de coeficienți de rezistență la înaintare

### În general
În general, {\displaystyle C_{x}} nu este o constantă absolută pentru o anumită formă a corpului. Aceasta variază în funcție de viteza aerului (sau, mai general, în funcție de numărul Reynolds, {\displaystyle \mathrm {Re} }). De exemplu, o sferă netedă are un {\displaystyle C_{x}} care variază de la valori mari pentru o curgere laminară până la 0,47 pentru o curgere turbulentă. Deși coeficientul de rezistență la înaintare scade odată cu creșterea {\displaystyle \mathrm {Re} ,} forța de rezistență la înaintare crește.
| Cx        | Obiect                                                                                       |
| --------- | -------------------------------------------------------------------------------------------- |
| 0,001     | Curgere laminară peste o placă paralelă cu curgerea ({\displaystyle \mathrm {Re} <10^{6}})   |
| 0,005     | Curgere turbulentă peste o placă paralelă cu curgerea ({\displaystyle \mathrm {Re} >10^{6}}) |
| 0,1       | Sferă netedă ({\displaystyle \mathrm {Re} =10^{6}})                                          |
| 0,47      | Sferă rugoasă ({\displaystyle \mathrm {Re} =10^{6}})                                         |
| 0,295     | Glonț (bont, la viteză subsonică)                                                            |
| 1,0–1,1   | Schior                                                                                       |
| 1,0–1,3   | Sârme și cabluri                                                                             |
| 1,0–1,3   | Corp uman (adult, în picioare)                                                               |
| 1,1-1,3   | Săritor de schi                                                                              |
| 1,28      | Placă plană, perpendiculară pe o curgere tridimensională                                     |
| 1,3–1,5   | Empire State Building                                                                        |
| 1,8–2,0   | Turnul Eiffel                                                                                |
| 1,98–2,05 | Placă plată lungă, perpendiculară pe curgere (practic curgere bidimensională)                |

### Avioane
Așa cum s-a menționat mai sus, la aeronave se folosește aria aripii ca arie de referință atunci când se calculează {\displaystyle C_{x},} în timp ce la automobile (și la multe alte obiecte) se utilizează aria frontală proiectată; prin urmare, coeficienții nu sunt direct comparabili între aceste clase de vehicule. În industria aerospațială, coeficientul de rezistență la înaintare este uneori exprimat în numere de rezistențe la înaintare, unde numărul de rezistență la înaintare corespunde la de 10000 de ori {\displaystyle C_{x}}.
| Cx     | Număr de rezistență | Tipul avionului             |
| ------ | ------------------- | --------------------------- |
| 0,021  | 210                 | F-4 Phantom II (subsonic)   |
| 0,022  | 220                 | Learjet 24                  |
| 0,024  | 240                 | Boeing 787                  |
| 0,0265 | 265                 | Airbus A380                 |
| 0,027  | 270                 | Cessna 172/182              |
| 0,027  | 270                 | Cessna 310                  |
| 0,031  | 310                 | Boeing 747                  |
| 0,044  | 440                 | F-4 Phantom II (supersonic) |
| 0,048  | 480                 | F-104 Starfighter           |

### Automobile
| Cx       | Cx × A [m2] | Tipul automobilului            |
| -------- | ----------- | ------------------------------ |
| 0,3–0,4  |             | automobil de sport             |
| 0,4–0,5  |             | automobil utilitar             |
| 0,5      |             | pickup                         |
| 0,6–0,7  |             | cap tractor carenat cu remorcă |
| 0,7–0,9  |             | cap tractor cu remorcă         |
| 0,9      |             | remorcă pentru cap tractor     |
| 0,65–1,1 |             | automobil de curse             |
| 0,37     | 0,636       | VW Polo (clasa A)              |
| 0,36     | 0,662       | Ford Escort (clasa B)          |
| 0,29     | 0,547       | Opel Vectra (clasa C)          |
| 0,31     | 0,649       | BMW 520i (clasa D)             |
| 0,36     | 0,785       | Mercedes 600SE (clasa E)       |

## Curgeri în jurul corpurilor boante și aerodinamice

### Concept
Atunci când există o mișcare relativă, forța dintre un fluid și un corp poate fi transmisă doar prin presiune normală și solicitări de frecare tangențiale. Așadar, pentru întregul corp, partea de rezistență a forței, care este paralelă cu mișcarea fluidului care se apropie, este compusă din rezistența la frecare (rezistență viscoasă) și rezistența la presiune (rezistență de formă). Forțele totale de rezistență la înaintare și componentele forței de rezistență la înaintare pot fi corelate după cum urmează:
{\displaystyle {\begin{aligned}C_{\mathrm {x} }&={\dfrac {2F_{\mathrm {x} }}{\rho u^{2}A}}\\&=C_{\mathrm {p} }+C_{\mathrm {f} }\\&=\underbrace {{\dfrac {2}{\rho u^{2}A}}\displaystyle \int _{S}\mathrm {d} S(p-p_{\infty })\left({\hat {\mathbf {n} }}\cdot {\hat {\mathbf {i} }}\right)} _{C_{\mathrm {p} }}+\underbrace {{\dfrac {2}{\rho u^{2}A}}\displaystyle \int _{S}\mathrm {d} S\left({\hat {\mathbf {t} }}\cdot {\hat {\mathbf {i} }}\right)\tau _{\rm {w}}} _{C_{\mathrm {f} }}\end{aligned}}}
unde:
{\displaystyle A} este aria secțiunii corpului luată în considerare,
{\displaystyle S} este aria udată a corpului,
{\displaystyle C_{\mathrm {p} }} este coeficientul de rezistență la înaintare datorită presiunii,
{\displaystyle C_{\mathrm {f} }} este coeficientul de rezistență la înaintare datorită frecării,
{\displaystyle {\hat {\mathbf {t} }}} este versorul direcției în care acționează tensiunile tangențiale pe suprafața dS,
{\displaystyle {\hat {\mathbf {n} }}} este versorul direcției perpendiculare pe suprafața dS a corpului, în care acționează forțele de presiune,
{\displaystyle \tau _{\rm {w}}} este valoarea tensiunii tangențiale care acționează pe suprafața dS,
{\displaystyle p_{\infty }} este presiunea la mare depărtare de corp (aceasta este constantă și nu afectează rezultatul),
{\displaystyle p} este presiunea pe suprafața dS,
{\displaystyle {\hat {\mathbf {i} }}} este versorul direcției curgerii fluidului.
Prin urmare, atunci când rezistența la înaintare este dominată de o componentă de frecare, corpul se numește „corp aerodinamic”, iar în cazul în care rezistența la înaintare este dominată de presiune, corpul se numește „corp bont”. Astfel, forma corpului și unghiul de atac determină tipul de rezistență la înaintare. De exemplu, un profil aerodinamic este considerat un corp cu un unghi de atac mic față de fluidul care curge peste el. Aceasta înseamnă că are atașate straturi limită, care produc o rezistență la înaintare prin presiune mult mai mică.

Curba puterii: rezistența parazită și rezistența indusă în funcție de viteză

Siajul produs este foarte mic, iar rezistența la înaintare este dominată de componenta de frecare. Prin urmare, un astfel de corp (aici un profil aerodinamic) este descris ca fiind aerodinamic, în timp ce pentru corpurile care se deplasează în fluid cu unghiuri de atac mari are loc desprinderea stratului limită. Acest lucru se întâmplă în principal din cauza gradienților de presiune de pe extradosul unui profil aerodinamic.
Din această cauză are loc formarea siajului, ceea ce duce la formarea de vârtejuri și la pierderea de presiune din cauza rezistenței determinate de presiune. În astfel de situații, profilul aerodinamic este în „limită de viteză” și are o rezistență determinată de presiune mai mare decât rezistența determinată de frecare. În acest caz, corpul este descris ca un corp bont.
Un corp aerodinamic arată ca un pește (de exemplu ton) sau ca un profil aerodinamic cu unghi de atac mic, în timp ce un corp bont arată ca o cărămidă, un cilindru sau un profil aerodinamic cu unghi de atac mare. Pentru o anumită arie frontală și viteză, un corp aerodinamic va avea o rezistență mai mică decât un corp bont. Cilindrii și sferele sunt considerate corpuri boante deoarece rezistența la înaintare este dominată de componenta de presiune din zona de siaj la numere Reynolds mari.
Pentru a reduce această rezistență la înaintare, fie se poate reduce desprinderea stratului limită, fie se poate reduce suprafața de contact cu fluidul (pentru a reduce rezistența la frecare). Această reducere este necesară la dispozitive precum mașinile, bicicletele etc. pentru a evita producerea de vibrații și zgomot.